# Tajęcina
Tajęcina est une localité polonaise de la gmina de Trzebownisko, située dans le powiat de Rzeszów en voïvodie des Basses-Carpates.